# پتار گنچف
پتار گنچف (انگلیسی: Petar Genchev؛ زادهٔ ۲۹ مارس ۱۹۹۸) بازیکن فوتبال اهل بلغارستان است.
وی همچنین در تیم‌های ملی فوتبال زیر نوزده سال و زیر ۲۱ سال بلغارستان بازی کرده است.